# Gianfranco De Bosio
Gianfranco de Bosio (Verona, 16 settembre 1924 – Milano, 2 maggio 2022) è stato un regista, sceneggiatore, impresario teatrale e partigiano italiano.

## Biografia
Durante la Resistenza a Verona, fu un esponente di spicco della lotta contro il nazifascismo e fu uno dei componenti del CLN provinciale al comando di Renato, ossia Otello Pighin. Si laureò nel 1946 in Letteratura francese discutendo una tesi su Molière con Diego Valeri.
Iniziò la sua attività presso il teatro dell'Università degli Studi di Padova, da lui fondato, legando il proprio nome alla riscoperta del Ruzante e alla presentazione delle sue opere in edizioni filologicamente attendibili.
Diresse compagnie, teatri stabili (quello di Torino dal 1957 al 1968) ed enti lirici (l'Arena di Verona).
Tra le sue regie teatrali spiccano, accanto a quelle dei testi ruzantiani, La resistibile ascesa di Arturo Ui (1961) di Bertolt Brecht, Il bugiardo (1963), Le donne de casa soa (1986) e altre commedie di Carlo Goldoni, Le mani sporche (1964) di Sartre.
Diresse anche tre film: Il terrorista (1963), La Betìa ovvero in amore, per ogni gaudenza, ci vuole sofferenza (1971) e la miniserie TV Mosè (1976).
Dal 1998 insegnò, per circa vent'anni, Recitazione alla Scuola del Piccolo Teatro di Milano e, a partire dal 2006, Arti e Spettacolo all'Università IULM di Milano fino al 2016.
Era chiamato "il sergente di ferro del teatro italiano" per la grande tempra e per il suo indire giornate lavorative di sedici ore.
Morì a Milano il 2 maggio 2022. Il funerale si svolse il 6 maggio nella cappella di famiglia, del cimitero monumentale di Verona.

## Filmografia

### Cinema
- Il terrorista (1963)
- La Betìa ovvero in amore, per ogni gaudenza, ci vuole sofferenza (1971)

### Televisione
- Giorgio Dandin – film TV (1971)
- Mosè – miniserie TV, 7 episodi (1974)
- Tosca – film TV (1976)
- Il mercante di Venezia – film TV (1979)
- Delitto di stato – miniserie TV, 5 episodi (1982)
- Elisabetta, regina d'Inghilterra – film TV (1985)
- Venezia salvata o la congiura tradita – film TV (1986)
- Un ballo in maschera – film TV (1986)

## Teatro

### Regie opere liriche
- La Périchole, con Ugo Savarese, Teatro Verdi di Trieste  (1964)
- Der Freischütz, con Virginia Zeani e Nicola Rossi-Lemeni, Teatro Verdi di Trieste (1969)
- Romeo e Giulietta, Arena di Verona (1977)
- Mefistofele, Arena di Verona (1979)
- Maria de Rudenz, con Katia Ricciarelli, Teatro La Fenice di Venezia  (1980)
- Otello, Arena di Verona (1982)
- Aida, Arena di Verona (1982)
- Attila, con Samuel Ramey, Teatro La Fenice di Venezia (1986)
- La traviata, Arena di Verona (1987)
- I quatro rusteghi, con Ivo Vinco ed Ugo Benelli, Teatro La Fenice di Venezia (1988)
- Nabucco, Arena di Verona (1991)

### Regie teatro prosa
- Le Lombarde di Giovanni Testori (1950)
- L'amante militare di Carlo Goldoni (1951)
- I mimi angelici di Carlo Cormagi (1952)
- La famiglia dell'antiquario di Carlo Goldoni (1952)
- L'albergo dei poveri di Maksim Gor'kij (1953)
- Moulin Rouge di Pierre La Mure (1953)
- Buio a mezzogiorno di Arthur Koestler, con Luigi Vannucchi (1954)
- Attimo fermati, sei bello! di John Patrick (1955)
- Il matrimonio di Ludro di Francesco Augusto Bon, con Cesco Baseggio, Pina Cei, Cesco Ferro, Claudio Giuntoli e Marcello Moretti (1956)
- Don Giovanni involontario di Vitaliano Brancati, con Anna Maria Bottini (1961)
- Il bugiardo di Carlo Goldoni, con Paola Quattrini, Giulio Bosetti, Antonio Salines e Marina Bonfigli (1962)
- Le mani sporche di Jean-Paul Sartre, con Paola Quattrini e Gianni Santuccio (1964).
- La Betìa di Ruzante, con Franco Parenti, Virgilio Zernitz, Mimmo Craig e Edda Albertini (1969)
- Venezia salvata di Thomas Otway, con Corrado Pani (1982)
- Le donne de casa soa di Carlo Goldoni, con Giulio Scarpati (1986)
- Le baruffe chiozzotte di Carlo Goldoni (1988) – commissione Estate teatrale veronese - premio Orione Nuove Proposte Musicali di Rai Radio 3 (1989)
- Gin Game di Donald L. Coburn, con Valeria Valeri (1989)
- I due gemelli veneziani di Carlo Goldoni, con Franco Branciaroli (1991)
- Vaccària di Ruzante (2005)
- Le Bucoliche di Virgilio, lettura integrale per il Festivaletteratura di Mantova, traduzione di Giorgio Bernardi Perini, musiche di Maria Gabriella Zen (2007)
- Chronos parádoksos, lettura integrale del libretto di Gianfranco de Bosio e Maria Gabriella Zen, a cura di Gianfranco de Bosio, con gli attori della Scuola del Piccolo Teatro di Milano, Festival Musica e Poesia d'Europa di Verona (2011)
- Audiolibro Il Milione, direzione artistica di Gianfranco de Bosio, disponibile open access nel Portale Cultura Veneto (Bacheca/Libri letture) della Regione Veneto (2021)

## Onorificenze
Premio Giacomo Matteotti della Presidenza del Consiglio dei Ministri VIII edizione 2012 - Sezione opere Letterarie e Teatrali  per il libretto dell'opera "europea" Chronos Paràdoksos scritto assieme a Maria Gabriella Zen
- motivazione = "Frutto di un progetto ideato per la partecipazione ad un bando emanato nell'ambito della Comunità Europea, l'opera nasce su un libretto ricco di una forte componente ideale nutrito dall'inserimento di versi intensi di poeti contemporanei collocati all'interno di una struttura animata dalla forza compositiva di una tragedia eschilea. Il tutto teso a rafforzare con l'arte il messaggio di una Europa Unita e la diffusione della ricerca della pace" - 17 ottobre 2012

Con decreto del Ministro della Cultura dott. Gennaro Sangiuliano in data 19 gennaio 2024, è stato istituito il Comitato Nazionale per le celebrazioni del centenario dalla nascita dal Cav. di Gran Croce, Maestro, dott. Gianfranco de Bosio, con l'incarico di organizzare e/o patrocinare prestigiose iniziative con il supporto del Ministro della Cultura. In data 19 febbraio 2024, ha aderito al patrocinio del Centenario il Sindaco del Comune di Verona Damiano Tommasi.